# Harry Wild
Harry Wild är en brittisk-irländsk kriminal- och dramakomediserie. Första säsongen hade premiär den 4 april 2022, och bestod av åtta avsnitt. Seriens andra säsong också bestående av åtta avsnitt hade premiär den 9 oktober 2023. Serien är skapad av David Logan som också skrivit manus till serien. Serien sänds på TV4 och TV4 Play.
Serien har blivit förnyad med en tredje och en fjärde säsong.

## Handling
Serien kretsar kring den nyligen pensionerad professorn i engelska, Harriet "Harry" Wild, som upptäcker sig ha talang för brottsutredning. Hon blandar sig gärna i de fall som hennes son, en polisinspektör, blivit tilldelad.

## Rollista i urval
- Jane Seymour - Harriet "Harry" Wild
- Rohan Nedd - Fergus Reid
- Stuart Graham - Ray Tiernam
- Kevin Ryan - Charlie Wild
- Amy Huberman - Orla Wild
- Rose O'Neill - Lola Wild
- Paul Tylak - Glenn Talbot